# Myiarchini
Myiarchini – plemię ptaków z podrodziny tyranek (Tyranninae) w rodzinie tyrankowatych (Tyrannidae).

## Zasięg występowania
Plemię obejmuje gatunki występujące w Ameryce.

## Systematyka
Do plemienia należą następujące rodzaje:
- Ramphotrigon G.R. Gray, 1855
- Sirystes Cabanis & F. Heine Sr., 1860
- Rhytipterna Reichenbach, 1850
- Myiarchus Cabanis, 1844